# Casa Pubill (Sossís)
La Casa Pubill és una masia de Conca de Dalt (Pallars Jussà) inclosa a l'Inventari del Patrimoni Arquitectònic de Catalunya.

## Descripció
Casa pairal de tres plantes d'alçada, cellers i golfes. Encapçala les cases entre mitgeres que formen una banda del costerut carrer Major. L'accés principal és per una porta dovellada de mig punt emplaçada al carrer.
Hi ha una barreja d'obertures de diferents tipus i mides. Sobresurt la coberta amb voladís de fusta i teula àrab. Els murs són de pedra del país, reblats i arrebossats.
Forma part de l'arquitectura popular dels pobles agrícoles.

## Història
Va ser antiga escola-ajuntament, amb molí d'oli municipal i premsa de vi.